# Ruth of the Rockies
Pour plus de détails, voir Fiche technique et Distribution.
Ruth of the Rockies est un western serial américain réalisé par George Marshall et sorti en 1920. Deux des 15 épisodes ont été conservés à l'UCLA Film and Television Archive.

## Fiche technique
- Réalisation : George Marshall

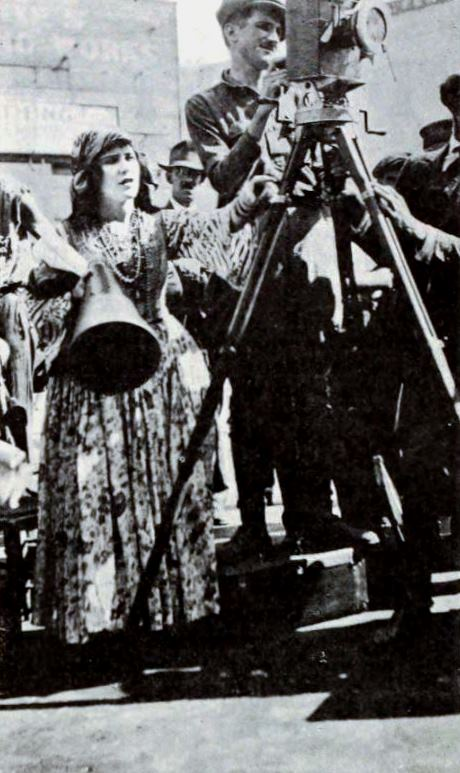
Photo du tournage, avec l'actrice et productrice Ruth Roland dirigeant une scène.

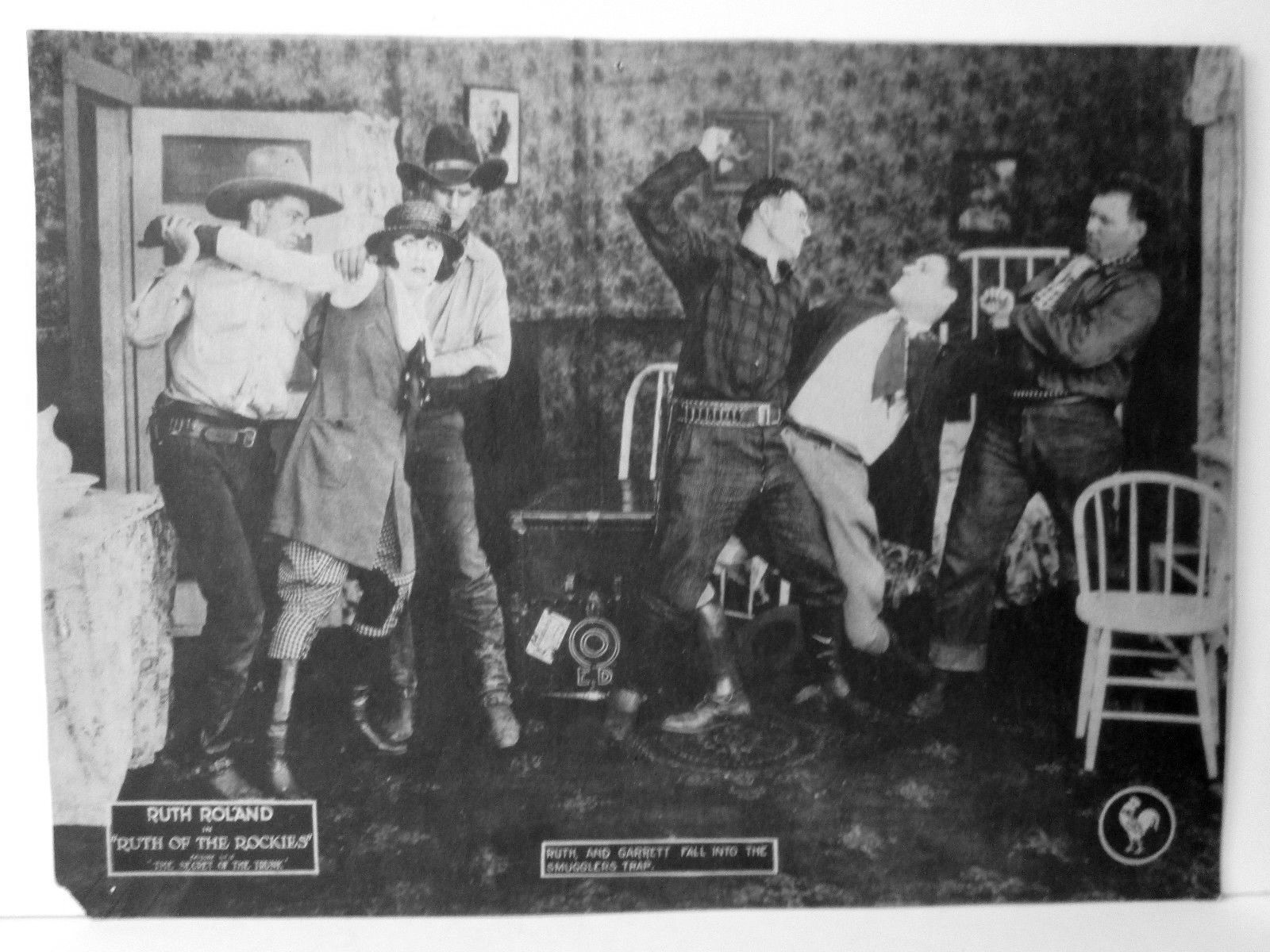
Carte promotionnelle du film.

- Scénario : Frances Guihan d'après Broadway Bab de Johnston McCulley
- Productrice : Ruth Roland
- Photographie : Al Cawood
- Société de production : Ruth Roland Serials
- Distributeur : Pathé Exchange
- Durée : 15 épisodes
- Date de sortie : 29 août 1920

## Distribution
- Ruth Roland : Bab Murphy
- Herbert Heyes : Justin Garret
- Thomas G. Lingham : Edward Dugan
- Jack Rollens : Sam Wilkes
- Fred Burns : Burton
- William Gillis : Pendleton Pete
- Gilbert Holmes : Shorty
- Norma Bichole
- Harry Maynard
- S.J. Bingham
- Al Hoxie

## Titres des épisodes
1. The Mysterious Trunk
2. The Inner Circle
3. The Tower of Danger
4. Between Two Fires
5. Double Crossed
6. The Eagle's Nest
7. Troubled Waters
8. Danger Trails
9. The Perilous Path
10. Outlawed
11. The Fatal Diamond
12. The Secret Order
13. The Surprise Attack
14. The Secret of Regina Island
15. The Hidden Treasure